# 赤柱市場道
赤柱市場道（英語：Stanley Market Road），是香港香港島南區赤柱、近赤柱大街市集之北面的一條行車街道，在假日也是供遊客享樂的步行街。赤柱市場道南部附近是赤柱市集。

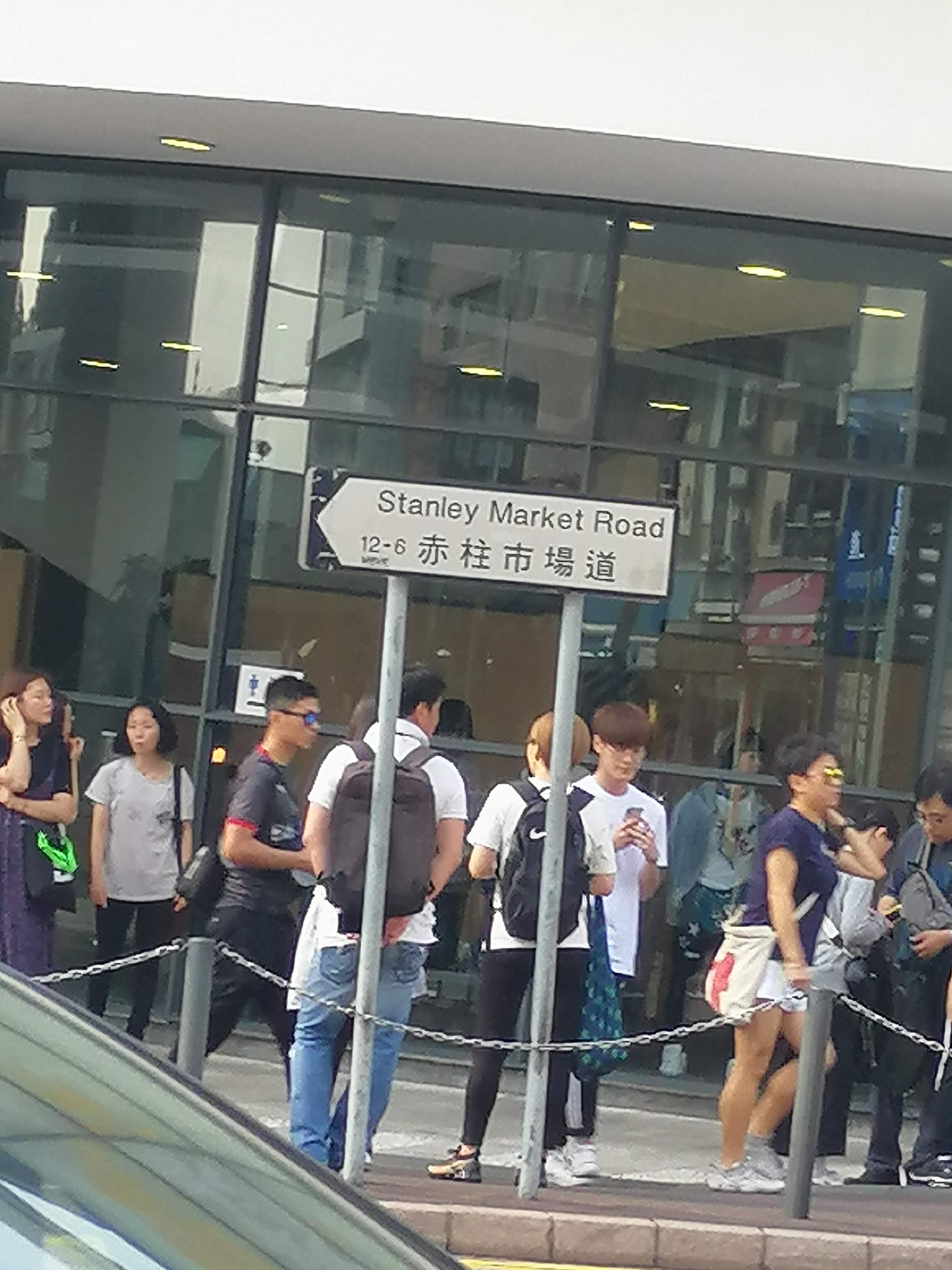
假日時的赤柱市場道

## 特色
赤柱市場道東西走向，成弧形，可以雙線行車，沿途有一棵古榕樹，樹根外露，依石牆伸展，偉為奇觀，是香港古老石牆樹的代表之一。
赤柱市場道不比赤柱大街長，路旁也有一些6層高的唐樓，有西式餐廳、救世軍二手市場、赤柱體育會、街邊小士多及賣手信紀念品的小商店。 赤柱市場道此處也是遊客觀光區。

## 鄰近建築
- 八間屋
- 美利樓
- 赤柱廣場
- 赤柱市政大廈

## 外部連結
- 亞洲電視節目-赤柱人家 （页面存档备份，存于）
- 南區區議會香港南區遊：赤柱
- 太陽報:赤柱村道之歐陸閒情 （页面存档备份，存于）